# Stati delle Montagne Rocciose
Stati delle Montagne Rocciose o Regione delle Montagne Rocciose (in inglese Mountain States) sono i nomi utilizzati per designare la regione censuaria degli Stati Uniti formata dagli Stati che occupano l'area delle Montagne Rocciose e del cosiddetto Gran Bacino. Insieme agli Stati del Pacifico compone gli Stati Uniti occidentali.

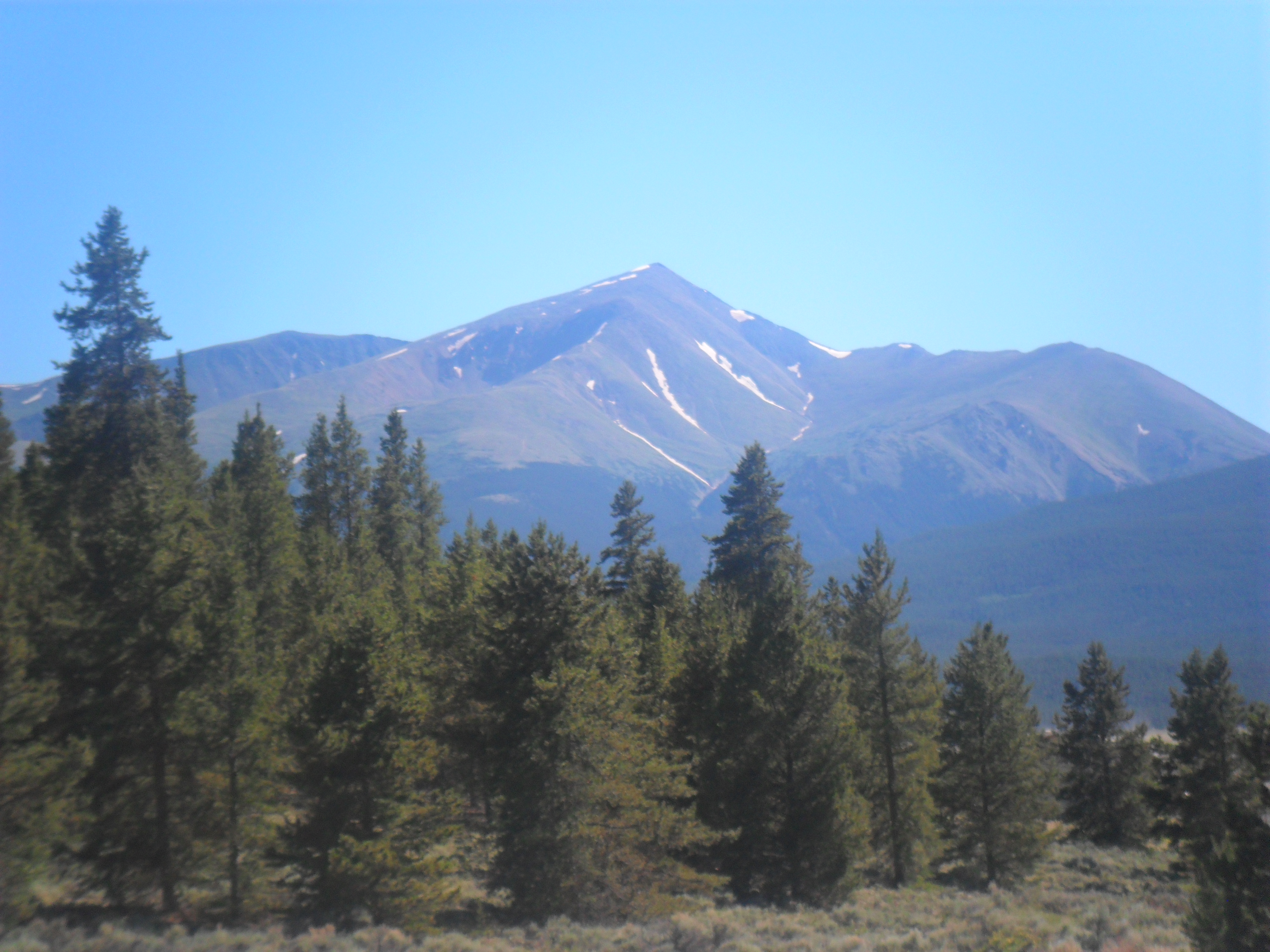
Monte Elbert, in Colorado

Il nome Stati delle Montagne Rocciose è stato utilizzato da Philip Dick nel racconto La svastica sul sole per una congregazione di Stati indipendente e libera, corrispondente circa all'attuale regione censuaria.

## Composizione
Secondo lo United States Census Bureau, gli Stati che fanno parte della Regione delle Montagne sono:
- Arizona
- Colorado
- Idaho
- Montana
- Nevada
- Nuovo Messico
- Utah
- Wyoming